# Ozarba hemitecta
Ozarba hemitecta är en fjärilsart som beskrevs av Dyar 1914. Ozarba hemitecta ingår i släktet Ozarba och familjen nattflyn. Inga underarter finns listade i Catalogue of Life.